# USS 요크타운 (CV-10)
USS 요크타운 (CV/CVA/CVS-10)(영어: USS Yorktown)은 에식스급 항공모함, 24척의 항모 중 하나이다. 요크타운 전투에서 이름을 따왔으며, 요크타운이라는 함명은 이 항모가 4번째이다. 처음에는 "본 옴 리처드"라고 지어졌지만, 미드웨이 해전에서 침몰한 요크타운을 기념하기 위해 이름이 바뀌었다. 1943년 4월에 취역한 후, 태평양 전역에서 작전을 수행했다.
종전 직후, 퇴역했지만 1950년대 재취역하여 베트남 전쟁에도 참가했다.
1970년에 퇴역하여, 1975년에 선박 박물관으로 개조되었다.
]